# Núcleo Bandeirante
Núcleo Bandeirante è una regione amministrativa del Distretto Federale brasiliano.

## Storia
Precedentemente conosciuta come "Città Libera" ("Cidade Livre"), è stata la prima città occupata dai candango, e dopo essere urbanizzata, è diventata una delle città del Distretto Federale.
La Casa dei Pionieri (Casa do Pioneiro) e la Parrocchia Don Bosco (Paróquia Dom Bosco) sono alcuni dei principali luoghi di Núcleo Bandeirante. L'antica stazione ferroviaria Bernardo Sayão è disattivata. La stazione era un terminal importante per i passeggeri negli anni sessanta e settanta.